# アフマド・ジャンナティー
アフマド・ジャンナティー（ペルシア語: احمد جنتی、Ahmad Jannati、1927年 - ）は、イランのシーア派ウラマー（アーヤトッラー）、政治家。監督者評議会書記（議長）、専門家会議議長（2016年5月-2024年5月）、公益判別会議議員。エスファハーン出身。
最高指導者アリー・ハーメネイーの盟友。保守強硬派。
監督者評議会書記（議長）を1988年からつとめており、2016年5月には専門家会議の議長に選出されている。
2018年3月に実施された専門家会議の第５期議長団の選挙で再度議長に再選された。
現文化・イスラム指導大臣（2013年8月-）のアリー・ジャンナティーは息子。